# 渡辺あゆみ (タレント)
渡辺 あゆみ（わたなべ あゆみ、1985年3月6日 - ）は、日本で活動していた女優。活動当時の所属事務所はスペースクラフト、所属劇団は劇団K-Show。

## 出演
特記のないものは、すべて劇団K-Show公式プロフィールからの参考。

### 映画
- インファナル・アフェア - 日本語吹き替え：婦警 役、ほか

### プライズゲーム
- トミカ あつめてゲッチュ！（トミー） - ナビゲーター

### CM
- アニメイト - ナレーター
- まわるメイドインワリオ（任天堂、2004年）
- プリンター（キヤノン）

### テレビドラマ
- anego（日本テレビ、2005年） - 社員 役
- MAGISTER NEGI MAGI 魔法先生ネギま!（テレビ東京、2007年 - 2008年） - 早乙女ハルナ 役

### ウェブラジオ
- ジョイフル☆あゆイガNET（2006年） - 声優の五十嵐浩子ほかとの共同で制作・配信していた番組[2]。

### 舞台
- きみとぼくの声（SPACE107、2006年） - 女優3（アサヒ） 役
- この橋、渡るべからず。（TACCS1179、2006年） - アカシ 役
- 壊れた時計が動くとき（SPACE107、2006年） - 砂川 役
- 恋焦がれて鯉のぼり（TACCS1179、2007年） - モモセ 役
- 気になる病は気から出たマコト（SPACE107、2007年） - 声の出演：あゆみたん 役
- 改訂版 からすがなくからかえろう（TACCS1179、2008年） - 朱羽 役[5]
- かかしのうた（SPACE107、2008年） - 米倉きらら 役[6]

## ディスコグラフィ

### 参加楽曲
- MAGISTER NEGI MAGI 魔法先生ネギま! 関連楽曲
  - Pink Generation（キングレコード、2007年） - 麻帆良学園3-A生徒31人 名義
  - トモダチnote#（キングレコード『Character Song Collection 31's LOVE』収録、2007年） - 図書館探検部（宮崎のどか、綾瀬夕映、早乙女ハルナ）名義[7]